# Psilopilum laevigatum
Psilopilum laevigatum là một loài Rêu trong họ Polytrichaceae. Loài này được (Wahlenb.) Lindb. miêu tả khoa học đầu tiên năm 1861.